# 广岛医科大学
广岛医科大学（日语：広島医科大学）位于广岛县吴市，为日本公立大学，1870年建校，1952年设置，1956年关闭。

## 沿革

### 源流诸校
1870年（明治3年），广岛藩藩校修道馆内医学所设置。
1871年（明治4年），修道馆废止，医学所闭锁。医学所教师躋寿馆设立。
1874年（明治7年）6月，躋寿馆私设医学校。
1877年（明治10年）5月，广岛县县立广岛医学校建立。同时，医学校内公立广岛病院（县立广岛病院的前身）设置。
1878年（明治11年）3月，广岛县立附属医学校更名甲种医学校。
1887年（明治20年），文部省地方医学校统合方针颁布，学校废止。

### 广岛县立医专时代
1945年（昭和20年）2月13日，广岛县立医学专门学校设立。县立病院附属病院建立。初代校长林道伦教授。3月6日，开校。学则制定、广岛县报第8号刊行。4月1日，广岛县立广岛病院（前记「公立广岛病院」的后身）本校附属医院建立。8月5日，开校式举行。广岛县高田郡小田村疎开。8月6日，广岛市原子爆弾投下，广岛县被击中。校舍、附属病院全部烧毁。8月8日，疎开先第1回入学式举行。即日授业开始。12月6日，学校、附属医院贺茂郡安浦町搬迁。
1946年（昭和21年）12月30日，吴·广两地的临床医学实习生实习完成。
1947年（昭和22年）2月1日，吴市立市民病院移交给吴市立吴病院管理、前者附属医院本院、后者阿贺分院。2月15日，本部搬迁至吴市。

### 旧制广岛县立医大时代
1947年（昭和22年），6月18日，县立医科大学设立许可认可。7月14日，予科入学式举行。11月25日，附属病院音戸分院设置。 
1948年（昭和23年），3月10日，县立医科大学开设并且认可。3月26日，附属病院二河分院设置。4月1日 - 广岛县立医科大学（旧制）开学。4月24日，开学式举行。
1949年（昭和24年）4月1日，附属厚生女学院设置。
1950年（昭和25年），3月18日，广岛县立医学专门学校第1回卒业式举行。12月5日，二河分院闭锁。
1951年（昭和26年）3月31日，广岛县立医科大学予科闭锁。 
1952年（昭和27年）2月1日，附属医院更名为附属病院。2月20日，新制医科大学设置并且认可。3月15日，广岛县立医科大学（旧制）第1回卒业式、医学专门学校第3回卒业式举行。3月31日，广岛县立医学专门学校闭校。

### 广岛医大时代
1952年（昭和27年），4月1日，广岛县立医科大学改组、广岛医科大学（新制）开学。4月11日，广岛医科大学第1回入学式举行。
1953年（昭和28年）8月1日，广岛大学医学部设置。广岛医科大学年次移管、广岛大学合并。8讲座（解剖学第一·第二、生理学、生化学、药理学、病理学第一·第二、细菌学）移管。
1954年（昭和29年）4月1日，6讲座（卫生学、法医学、内科学第一·第二、外科学第一·第二）移管。 
1955年（昭和30年）4月1日，广岛大学医学部医学进学课程设置。3讲座（神经精神医学、小儿科学、产科妇人科学）移管。 
1956年（昭和31年）3月15日，广岛医科大学第1回卒业式（最后的卒业式）举行。3月31日，文部省告示第67号、广岛医科大学废止。4月，4讲座（整形外科学、皮肤泌尿器科学、眼科学、耳鼻咽喉科学）国立移管完了。附属病院（本院·阿贺分院·音戸分院）·附属厚生女学院移管，广岛大学医学部附属病院·医学部附属看护学校。11月，音戸分院废止。
1957年（昭和32年）2月6日，广岛市搬迁开始。9月，阿贺分院废止。9月30日，广岛市搬迁完了。
1961年（昭和36年）3月31日，广岛县立医科大学（旧制）废止。

## 历任校长
广岛县立医学专门学校长
- 初代：林道伦（1945年4月14日 - 1946年5月30日） 冈山医科大学教授。

- 第2代：清水多营（1946年5月30日 - 1952年3月31日废止）冈山医科大学教授。

（旧制）广岛县立医科大学长
- 初代：清水多营（1948年3月10日 - 1952年3月31日）1947年8月2日，学长事务取吸兼大学予科长。1951年10月20日，柳原英教授学长代理。

- 第2代：河石九二夫（1952年4月1日 - ）教授升任。（新制）广岛医科大学长之兼任。

（新制）广岛医科大学长
- 初代：河石九二夫（1952年4月1日 - 1956年3月31日废止）1953年8月1日，广岛大学医学部长之兼任。